# Temnopis latifascia
Temnopis latifascia là một loài bọ cánh cứng trong họ Cerambycidae.